# Schwäbischer Dickkopf-Landweizen

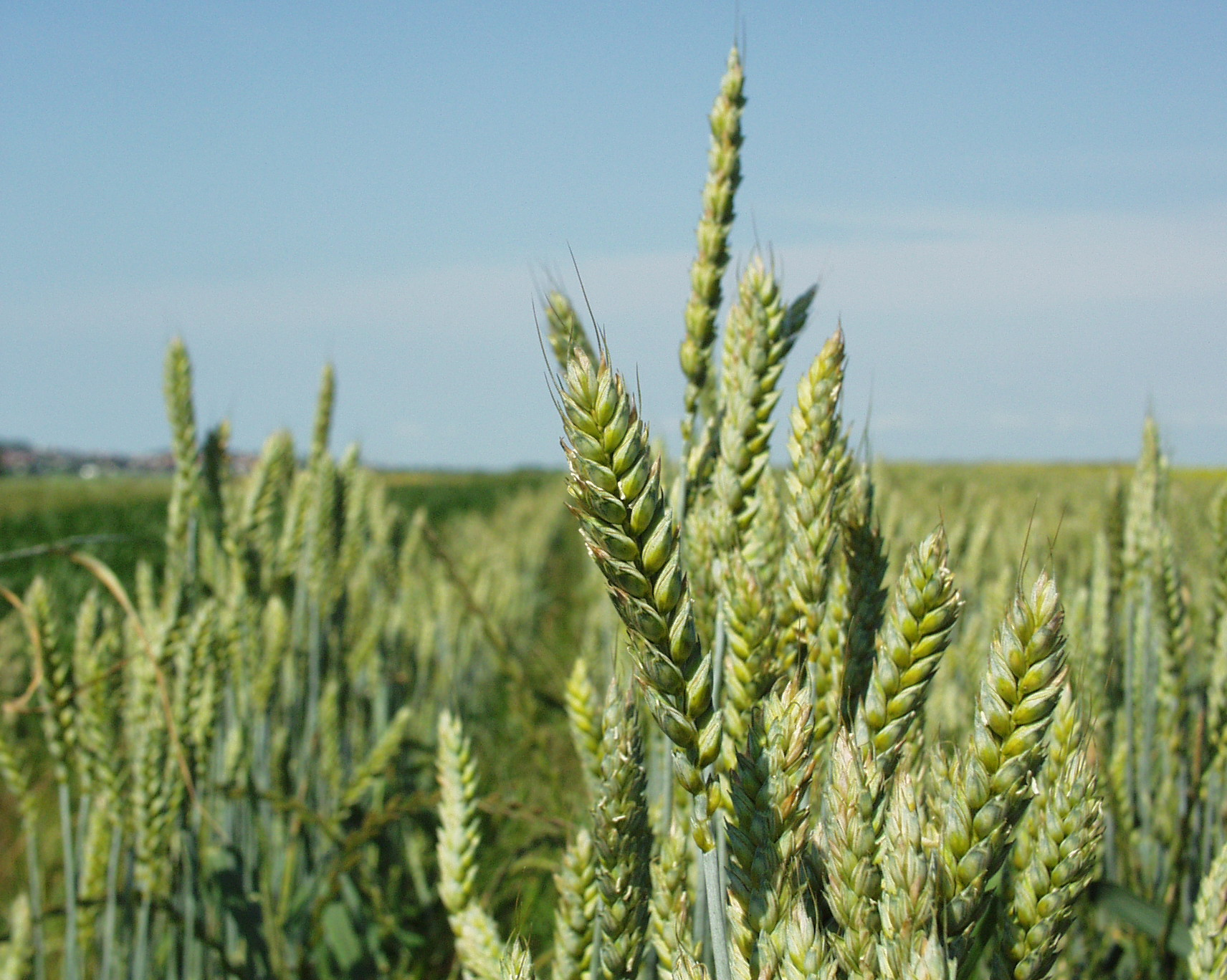
Schwäbischer Dickkopf-Landweizen, Anbau auf einem Feld bei Beuren (Haldenhof)

Die Weichweizen-Varietät Dickkopf (allgemeine Bezeichnung wegen der oben dicht und etwas breiter stehenden kurzbegrannten Ährchen) Triticum aestivum var. lutescens, gehört zur Gattung Weizen (Triticum) innerhalb der Familie der Süßgräser (Poaceae). Weichweizen besitzt einen sechsfachen Chromosomensatz, also 2n=6x=42 Chromosomen.

## Entstehung
Die für Dickkopf-Weizen auffallend verdickte Ährenform auf kürzeren Pflanzenhalmen wurde etwa 1860 vom schottischen Farmer Samuel D. Shirreff in seinem Weizenfeld gefunden und weitergezüchtet. Diese Weizen-Form trägt daher die Bezeichnung „Shirreffs Squarehead-Weizen“. Vermutlich handelte es sich hier um eine Mutation. Der kürzere Wuchs, die gute Standfestigkeit sowie die höheren Erträge (als bei den damals verwendeten Landsorten) führten zu einer schnellen Verbreitung, so auch in Deutschland. Da jedoch die Körner des „Squarehead-Weizens“ eine schlechte Backeigenschaft besaßen und nicht so winterfest waren, kreuzte man sie mit den bewährten längeren regionalen Landsorten. Es entstanden zahlreiche kürzere, winterfestere und ertragreichere Sorten.
Über eine besondere Entwicklung solcher Sorten ist aus Süddeutschland zu berichten. Dort war bis etwa 1888 die meistverbreitete Getreidevarietät der Dinkel (Triticum aestivum subsp. spelta). Die Kreuzungen vom „Squarehead“ mit dem eng verwandten Dinkel (auch er ist mit 42 Chromosomen hexaploid) führten zur Entstehung von qualitativ besonders hochwertigen Sorten. Diese erbten vom Dinkel u. a. eine hohe Winterfestigkeit und Kornqualität, vom Squarehead kürzeren Wuchs, Ertrag und Nacktkörnigkeit bei dem Drusch, so dass eine aufwändige Entspelzung, die typisch für Dinkel ist, entfiel. Bereits im Jahre 1937 wurden in Württemberg nur noch 46.000 Hektar Dinkel angebaut und mehr als 108.000 Hektar Weizen, davon überwiegend Dickkopfsorten. Damit hatten sie in Württemberg etwa 70 Jahre eine gewisse „Brückenfunktion“ zwischen der Dinkel- und Weizenära eingenommen. Mit dem Aufkommen der kurzen Hochzuchtsorten mit höherem Ertrag und guten Mähdruscheigenschaften gerieten die Dickkopfsorten nach 1950 jedoch nach und nach in Vergessenheit und verschwanden aus dem Anbau.

## Wiederentdeckung und Kultivierung des Schwäbischen Dickkopf-Landweizens
In einem über 20-jährigen Sammel- und Evaluierungsprojekt zu alten Getreidesorten wurde von Jan Sneyd (Hochschule für Wirtschaft und Umwelt Nürtingen-Geislingen) ein qualitativ hochwertiger Genotyp des Dickkopfweizens herausgefiltert. Die Nachforschungen zeigten, dass es sich um einen typischen alten, württembergischen Genotyp aus dem Genpool der Kreuzungen zwischen Weizen und Dinkel (Triticum aestivum × spelta) handelt. Erst ab 2008 konnte man mit der Kultivierung in einem Projekt des Bäckerhauses Veit aus Bempflingen anfangen.
Im Jahr 2011 wurde der „Schwäbische Dickkopf-Landweizen“ in die „Rote Liste der gefährdeten einheimischen Nutzpflanzen in Deutschland“ aufgenommen. Im Jahr 2013 wurde die Sorte „Schwäbischer Dickkopf-Landweizen“ als „Slow Food Arche Passagier“ anerkannt und 2015 als „Erhaltungssorte“ vom Bundessortenamt Hannover zum Anbau zugelassen; dies allerdings mit der Sortenbezeichnung „Schwäbischer Veit Dickkopf“.
Die Vermehrungsflächen auf dem Haldenhof in Beuren und dem Tannenhof in Metzingen nahmen seit 2009 kontinuierlich zu. Im Jahre 2015 konnten bereits 28 Tonnen geerntet werden. Die bisher erzielten Erträge liegen unter denen der deutschen Hochzuchtsorten, der Anbau wird allerdings (wegen gewisser Lager- und Auswuchsanfälligkeit) in integrierter, mittelintensiver Anbauweise mit reduziertem Stickstoffeinsatz und Pflanzenschutzmaßnahmen nur bei Bedarf durchgeführt.

## Eigenschaften der Dickkopf-Körner
Im Laufe der Jahre bestätigten sich die hohen Backqualitätseigenschaften sowie die hohen Werte verschiedener Inhaltsstoffe. Der Dickkopfweizen besitzt hohe Gelbpigmentgehalte, Eisen- und Zinkgehalte, sowie Vitamine E, B, sehr hohe Antioxidantiengehalte, gute Verdaulichkeit, Polyphenole und gute Eignung auch als Flocken für Müsli.

## Bedeutung
Das Beispiel der Wiederentdeckung, Rekultivierung und Wiedereinführung des Dickkopfweizens in Baden-Württemberg zeigt, dass man immer noch das genetische Potential „alter“ Sorten nutzen und dadurch auch die Sortenvielfalt erhalten kann.